# Record ucraini del nuoto
I record ucraini del nuoto sono i tempi più veloci mai nuotati in una competizione, da un nuotatore rappresentante l'Ucraina.
(Dati aggiornati al 10 maggio 2024)

## Vasca lunga (50m)

### Uomini
| Gara                     | Tempo    | +               | Atleta | Data             | Evento                        | Luogo                  | Ref   |
| ------------------------ | -------- | --------------- | --- | ---------------- | ----------------------------- | ---------------------- | ----- |
| Stile libero             |          |                 | |                  |                               |                        |       |
| 50 m                     | 21"38    | sf              | Vladyslav Bukhov | 16 febbraio 2024 | Campionati mondiali           | Doha, Qatar            | [ 1 ] |
| 100 m                    | 48"26    |                 | Sergii Shevtsov | 27 luglio 2017   | Campionati mondiali           | Budapest, Ungheria     | [ 2 ] |
| 200 m                    | 1'48"13  |                 | Illya Linnyk | 9 maggio 2024    | Campionati ucraini            | Brovary, Ucraina       | [ 3 ] |
| 400 m                    | 3'45"18  |                 | Mychajlo Romančuk | 3 agosto 2018    | Campionati europei            | Glasgow, Regno Unito   |       |
| 800 m                    | 7'40"05  |                 | Mychajlo Romančuk | 21 giugno 2022   | Campionati mondiali           | Budapest, Ungheria     |       |
| 1500 m                   | 14'36"10 |                 | Mychajlo Romančuk | 16 agosto 2022   | Campionati europei            | Roma, Italia           |       |
| Dorso                    |          |                 | |                  |                               |                        |       |
| 50 m                     | 24"91    |                 | Oleksandr Zheltyakov                                                                                                   | 7 settembre 2023 | Campionati mondiali giovanili | Netanya, Israele       |       |
| 100 m                    | 53"73    |                 | Oleksandr Zheltyakov                                                                                                   | 5 settembre 2023 | Campionati mondiali giovanili | Netanya, Israele       |       |
| 200 m                    | 1'55"39  |                 | Oleksandr Zheltyakov                                                                                                   | 19 giugno 2024   | Campionati europei            | Belgrado, Serbia       | [ 4 ] |
| Rana                     |          |                 | |                  |                               |                        |       |
| 50 m                     | 27"18    |                 | Oleh Lisohor | 2 agosto 2002    | Campionati europei            | Berlino, Germania      | [ 5 ] |
| 100 m                    | 58"67    |                 | Ihor Borysyk | 13 giugno 2009   | Coppa nazionale ucraina       | Charkiv, Ucraina       | [ 6 ] |
| 200 m                    | 2'08"73  |                 | Ihor Borysyk | 8 luglio 2009    | Universiadi                   | Belgrado, Serbia       |       |
| Farfalla                 |          |                 | |                  |                               |                        |       |
| 50 m                     | 22"27    | Record mondiale | Andrij Hovorov | 1º luglio 2018   | Trofeo Settecolli             | Roma, Italia           | [ 7 ] |
| 100 m                    | 51"10    | b               | Andrij Serdinov | 14 agosto 2008   | Giochi olimpici               | Pechino, Cina          |       |
| 200 m                    | 1'54"79  |                 | Denys Kesil | 24 luglio 2019   | Campionati mondiali           | Gwangju, Corea del Sud |       |
| Misti                    |          |                 | |                  |                               |                        |       |
| 200 m                    | 2'00"03  |                 | Vadym Naumenko | 13 agosto 2023   | Campionati europei under 23   | Dublino, Irlanda       |       |
| 400 m                    | 4'15"64  |                 | Maksym Šemberjev | 20 agosto 2011   | Campionati mondiali giovanili | Lima, Perù             | [ 8 ] |
| Staffette a stile libero |          |                 | |                  |                               |                        |       |
| 4×100 m                  | 3'15"94  |                 | Squadra nazionale Vladyslav Bukhov (49"46) Sergii Shevtsov (48"51) Illya Linnyk (48"73) Valentyn Nesterkin (49"24)     | 14 agosto 2022   | Campionati europei            | Roma, Italia           |       |
| 4×200 m                  | 7'21"42  | b               | Squadra nazionale Serhij Fesenko (1'50"42) Serhij Advena (1'50"28) Dmytro Vereitynov (1'51"27) Maksym Kokoša (1'49"45) | 29 luglio 2005   | Campionati mondiali           | Montréal, Canada       | [ 9 ] |
| Staffetta mista          |          |                 | |                  |                               |                        |       |
| 4×100 m                  | 3'34"66  |                 | Squadra nazionale Oleksandr Zheltyakov (54"60) Volodymyr Lisovets (59"40) Denys Kesil (52"12) Sergii Shevtsov (48"54)  | 17 agosto 2022   | Campionati europei            | Roma, Italia           |       |

Legenda:  - Record del mondo;  - Record europeo;

Record non ottenuti in finale: (b) - batteria; (sf) - semifinale; (s) - staffetta prima frazione.

### Donne
| Gara                     | Tempo    | +  | Atleta | Data              | Evento              | Luogo                | Ref    |
| ------------------------ | -------- | -- | --- | ----------------- | ------------------- | -------------------- | ------ |
| Stile libero             |          |    | |                   |                     |                      |        |
| 50 m                     | 25"10    |    | Dar'ja Stepanjuk | 11 agosto 2015    | Coppa del Mondo     | Mosca, Russia        | [ 10 ] |
| 100 m                    | 54"92    | b  | Dar'ja Stepanjuk | 30 luglio 2009    | Campionati mondiali | Roma, Italia         | [ 11 ] |
| 200 m                    | 1'59"03  |    | Jana Kločkova | 28 agosto 2003    | Universiadi         | Taegu, Corea del Sud |        |
| 400 m                    | 4'07"10  |    | Jana Kločkova | 4 agosto 2002     | Campionati europei  | Berlino, Germania    | [ 12 ] |
| 800 m                    | 8'22"66  |    | Jana Kločkova | 22 settembre 2000 | Giochi olimpici     | Sydney, Australia    |        |
| 1500 m                   | 16'27"76 | b  | Ol'ha Beresnjeva | 21 luglio 2003    | Campionati mondiali | Barcellona, Spagna   | [ 13 ] |
| Dorso                    |          |    | |                   |                     |                      |        |
| 50 m                     | 28"29    |    | Daryna Zevina | 8 agosto 2017     | Energy for Swim     | Roma, Italia         | [ 14 ] |
| 100 m                    | 59"90    | sf | Daryna Zevina | 29 luglio 2013    | Campionati mondiali | Barcellona, Spagna   | [ 15 ] |
| 200 m                    | 2'07"48  |    | Daryna Zevina | 17 maggio 2016    | Campionati europei  | Londra, Regno Unito  | [ 16 ] |
| Rana                     |          |    | |                   |                     |                      |        |
| 50 m                     | 30"60    | b  | Marija Liver | 8 agosto 2015     | Campionati mondiali | Kazan', Russia       | [ 17 ] |
| 100 m                    | 1'06"67  | sf | Viktorija Solnceva | 29 luglio 2013    | Campionati mondiali | Barcellona, Spagna   | [ 18 ] |
| 200 m                    | 2'23"01  |    | Viktorija Solnceva | 2 agosto 2013     | Campionati mondiali | Barcellona, Spagna   | [ 19 ] |
| Farfalla                 |          |    | |                   |                     |                      |        |
| 50 m                     | 26"52    |    | Nadija Koba | 1º marzo 2012     | Campionati ucraini  | Dnipro, Ucraina      | [ 20 ] |
| 100 m                    | 58"99    |    | Kateryna Zubkova | 9 agosto 2008     | Giochi olimpici     | Pechino, Cina        |        |
| 200 m                    | 2'09"52  |    | Jana Kločkova | 30 agosto 2003    | Universiadi         | Taegu, Corea del Sud |        |
| Misti                    |          |    | |                   |                     |                      |        |
| 200 m                    | 2'10"68  |    | Jana Kločkova | 19 settembre 2000 | Giochi olimpici     | Sydney, Australia    |        |
| 400 m                    | 4'33"59  |    | Jana Kločkova | 16 settembre 2000 | Giochi olimpici     | Sydney, Australia    |        |
| Staffette a stile libero |          |    | |                   |                     |                      |        |
| 4×100 m                  | 3'43"52  | b  | Squadra nazionale Dar'ja Stepanjuk (56"00) Oksana Serikova (56"21) Hanna Dzerkal' (56"21) Iryna Amšennikova (55"10)       | 25 marzo 2007     | Campionati mondiali | Melbourne, Australia | [ 21 ] |
| 4×200 m                  | 8'06"42  | b  | Squadra nazionale Valerija Podlesna (2'02"56) Dar'ja Stepanjuk (2'00"86) Hanna Dzerkal' (2'02"93) Daryna Zevina (2'00"07) | 28 luglio 2011    | Campionati mondiali | Shanghai, Cina       | [ 22 ] |
| Staffetta mista          |          |    | |                   |                     |                      |        |
| 4×100 m                  | 4'04"11  | b  | Squadra nazionale Daryna Zevina (1'01"97) Marija Liver (1'07"52) Ljubov' Korol' (59"68) Dar'ja Stepanjuk (54"94)          | 24 agosto 2014    | Campionati europei  | Berlino, Germania    | [ 23 ] |

Legenda:  - Record del mondo;  - Record europeo;

Record non ottenuti in finale: (b) - batteria; (sf) - semifinale; (s) - staffetta prima frazione.

### Mista
| Gara                     | Tempo   | + | Atleta | Data | Evento | Luogo | Ref |
| ------------------------ | ------- | - | ------ | ---- | ------ | ----- | --- |
| Staffetta a stile libero |         |   |        |      |        |       |     |
| 4x100 m                  | 3'34"89 |   |        |      |        |       |     |
| Staffetta mista          |         |   |        |      |        |       |     |
| 4x100 m                  | 3'54"88 |   |        |      |        |       |     |

Legenda:  - Record del mondo;  - Record europeo;

Record non ottenuti in finale: (b) - batteria; (sf) - semifinale; (s) - staffetta prima frazione.

## Vasca corta (25m)

### Uomini
| Gara                     | Tempo    | +              | Atleta | Data             | Evento                        | Luogo                   | Ref    |
| ------------------------ | -------- | -------------- | --- | ---------------- | ----------------------------- | ----------------------- | ------ |
| Stile libero             |          |                | |                  |                               |                         |        |
| 50 m                     | 20"96    |                | Andrij Hovorov | 27 agosto 2016   | Coppa del Mondo               | Chartres, Francia       | [ 24 ] |
| 100 m                    | 46"38    |                | Sergii Shevtsov | 23 novembre 2019 | International Swimming League | Londra, Regno Unito     |        |
| 200 m                    | 1'46"55  |                | Il'ja Teslenko | 3 novembre 2015  | Campionati ucraini            | Bila Cerkva, Ucraina    |        |
| 400 m                    | 3'38"93  |                | Mychajlo Romančuk | 9 novembre 2020  | International Swimming League | Budapest, Ungheria      |        |
| 800 m                    | 7'25"73  | Record europeo | Mychajlo Romančuk | 21 novembre 2020 | International Swimming League | Budapest, Ungheria      |        |
| 1500 m                   | 14'09"14 |                | Mychajlo Romančuk | 16 dicembre 2018 | Campionati mondiali           | Hangzhou, Cina          |        |
| Dorso                    |          |                | |                  |                               |                         |        |
| 50 m                     | 24"04    |                | Bogdan Kasian | 8 dicembre 2019  | Campionati europei            | Glasgow, Regno Unito    |        |
| 100 m                    | 52"33    |                | Anton Bugaev | 11 dicembre 2005 | Campionati europei            | Trieste, Italia         | [ 25 ] |
| 200 m                    | 1'53"88  |                | Anton Bugaev | 8 dicembre 2005  | Campionati europei            | Trieste, Italia         | [ 26 ] |
| Rana                     |          |                | |                  |                               |                         |        |
| 50 m                     | 26"17    |                | Oleh Lisohor | 21 gennaio 2006  | Coppa del Mondo               | Berlino, Germania       | [ 27 ] |
| 100 m                    | 56"97    |                | Ihor Borysyk | 11 dicembre 2009 | Campionati europei            | Istanbul, Turchia       | [ 28 ] |
| 200 m                    | 2'03"93  |                | Ihor Borysyk | 10 novembre 2009 | Coppa del Mondo               | Stoccolma, Svezia       | [ 29 ] |
| Farfalla                 |          |                | |                  |                               |                         |        |
| 50 m                     | 22"29    | b              | Andrij Hovorov | 30 agosto 2016   | Coppa del Mondo               | Berlino, Germania       | [ 30 ] |
| 100 m                    | 50"88    |                | Andrij Serdinov | 13 dicembre 2003 | Campionati europei            | Dublino, Irlanda        | [ 31 ] |
| 200 m                    | 1'53"34  |                | Denys Sylant'jev | 15 dicembre 2001 | Campionati europei            | Anversa, Belgio         | [ 32 ] |
| Misti                    |          |                | |                  |                               |                         |        |
| 100 m                    | 53"38    |                | Oleh Lisohor | 11 dicembre 2005 | Campionati europei            | Trieste, Italia         | [ 33 ] |
| 200 m                    | 1'56"09  | b              | Denys Dubrov | 10 dicembre 2009 | Campionati europei            | Istanbul, Turchia       | [ 34 ] |
| 400 m                    | 4'07"39  |                | Maksym Šemberjev | 23 novembre 2012 | Campionati europei            | Chartres, Francia       | [ 35 ] |
| Staffette a stile libero |          |                | |                  |                               |                         |        |
| 4×50 m                   | 1'26"09  |                | Squadra nazionale Denys Sylant'jev (22"42) Oleksandr Volynec' (20"77) Oleh Lisohor (21"54) V"jačeslav Šyršov (21"36)        | 16 dicembre 2001 | Campionati europei            | Anversa, Belgio         | [ 36 ] |
| 4×100 m                  | 3'17"52  |                | Squadra nazionale Jurij Egošin (49"61) Volodymyr Susčyk (49"64) Bogdan Plavin (50"35) Andrij Hovorov (47"92)                | 22 dicembre 2012 | Salnikov Swim Cup             | San Pietroburgo, Russia | [ 37 ] |
| 4×200 m                  | 7'14"38  |                | Squadra nazionale Serhij Fesenko (1'48"77) Volodymyr Nikolajčuk (1'48"63) Serhij Advena (1'50"60) Andrij Serdinov (1'46"38) | 4 aprile 2002    | Campionati mondiali           | Mosca, Russia           | [ 38 ] |
| Staffette miste          |          |                | |                  |                               |                         |        |
| 4×50 m                   | 1'34"35  | b              | Squadra nazionale Oleksandr Zheltyakov (24"25) Volodymyr Lisovets (26"44) Andrij Hovorov (22"76) Vladyslav Bukhov (20"90)   | 17 dicembre 2022 | Campionati mondiali           | Melbourne, Australia    |        |
| 4×100 m                  | 3'28"62  |                | Squadra nazionale Andrij Oleynyk (52"41) Oleh Lisohor (57"17) Serhij Advena (51"17) Andrij Serdinov (47"87)                 | 9 aprile 2006    | Campionati mondiali           | Shanghai, Cina          | [ 39 ] |

Legenda:  - Record del mondo;  - Record europeo;

Record non ottenuti in finale: (b) - batteria; (sf) - semifinale; (s) - staffetta prima frazione.

### Donne
| Gara                     | Tempo    | +  | Atleta | Data             | Evento              | Luogo                   | Ref    |
| ------------------------ | -------- | -- | --- | ---------------- | ------------------- | ----------------------- | ------ |
| Stile libero             |          |    | |                  |                     |                         |        |
| 50 m                     | 24"36    | sf | Dar'ja Stepanjuk | 13 dicembre 2009 | Campionati europei  | Istanbul, Turchia       | [ 40 ] |
| 100 m                    | 53"55    | sf | Dar'ja Stepanjuk | 10 dicembre 2009 | Campionati europei  | Istanbul, Turchia       | [ 41 ] |
| 200 m                    | 1'56"31  |    | Daryna Zevina | 6 ottobre 2012   | Coppa del Mondo     | Doha, Qatar             | [ 42 ] |
| 400 m                    | 4'01"26  |    | Jana Kločkova | 5 aprile 2002    | Campionati mondiali | Mosca, Russia           | [ 43 ] |
| 800 m                    | 8'22"37  |    | Jana Kločkova | 9 dicembre 1999  | Campionati europei  | Lisbona, Portogallo     |        |
| 1500 m                   | 16'25"06 |    | Ol'ha Beresnjeva | 30 aprile 2002   |                     | Brasile                 |        |
| Dorso                    |          |    | |                  |                     |                         |        |
| 50 m                     | 25"99    |    | Daryna Zevina | 7 dicembre 2014  | Campionati mondiali | Doha, Qatar             | [ 44 ] |
| 100 m                    | 55"54    |    | Daryna Zevina | 4 dicembre 2014  | Campionati mondiali | Doha, Qatar             | [ 45 ] |
| 200 m                    | 1'59"35  |    | Daryna Zevina | 26 agosto 2016   | Coppa del Mondo     | Chartres, Francia       | [ 46 ] |
| Rana                     |          |    | |                  |                     |                         |        |
| 50 m                     | 30"37    |    | Hanna Dzerkal' | 20 dicembre 2014 | Salnikov Swim Cup   | San Pietroburgo, Russia | [ 47 ] |
| 100 m                    | 1'05"66  |    | Hanna Dzerkal' | 19 dicembre 2014 | Salnikov Swim Cup   | San Pietroburgo, Russia | [ 48 ] |
| 200 m                    | 2'19"50  |    | Viktorija Solnceva | 8 agosto 2013    | Coppa del Mondo     | Eindhoven, Paesi Bassi  | [ 49 ] |
| Farfalla                 |          |    | |                  |                     |                         |        |
| 50 m                     | 26"29    |    | Nadija Koba | 22 dicembre 2012 | Salnikov Swim Cup   | San Pietroburgo, Russia | [ 50 ] |
| 100 m                    | 58"24    |    | Lyubov' Korol' | 13 dicembre 2008 | Campionati europei  | Fiume, Croazia          | [ 51 ] |
| 200 m                    | 2'08"04  |    | Jana Kločkova | 26 gennaio 2003  | Coppa del Mondo     | Berlino, Germania       | [ 52 ] |
| Misti                    |          |    | |                  |                     |                         |        |
| 100 m                    | 1'00"31  |    | Hanna Dzerkal' | 9 novembre 2014  | Campionati ucraini  | Bila Cerkva, Ucraina    |        |
| 200 m                    | 2'08"28  |    | Jana Kločkova | 12 dicembre 2012 | Campionati europei  | Riesa, Germania         | [ 53 ] |
| 400 m                    | 4'27"83  |    | Jana Kločkova | 19 gennaio 2002  | Coppa del Mondo     | Parigi, Francia         |        |
| Staffette a stile libero |          |    | |                  |                     |                         |        |
| 4×50 m                   | 1'35"48  |    | Squadra nazionale Nadija Koba (25"06) Valerija Podlesna (25"50) Daryna Zevina (24"83) Oksana Serikova (24"42)           | 26 novembre 2010 | Campionati europei  | Eindhoven, Paesi Bassi  | [ 54 ] |
| 4×100 m                  | 3'46"68  |    | Kiev Anastasija Manakova Julija Krutogolova Oryna Jakuba Marharyta Smirnova                                             | 23 novembre 2016 | Coppa ucraina       | Bila Cerkva, Ucraina    |        |
| 4×200 m                  | 8'15"00  |    | Time Target |                  |                     |                         |        |
| Staffette miste          |          |    | |                  |                     |                         |        |
| 4×50 m                   | 1'47"90  |    | Squadra nazionale Kateryna Zubkova (26"82) Hanna Dzerkal' (30"40) Lyubov' Korol' (26"43) Oksana Serikova (24"25)        | 13 dicembre 2008 | Campionati europei  | Fiume, Croazia          | [ 55 ] |
| 4×100 m                  | 4'02"68  |    | Squadra nazionale Iryna Amšennikova (1'01"19) Svitlana Bondarenko (1'08"73) Jana Kločkova (58"66) Ol'ha Mukomol (54"10) | 5 aprile 2002    | Campionati mondiali | Mosca, Russia           | [ 56 ] |

Legenda:  - Record del mondo;  - Record europeo;

Record non ottenuti in finale: (b) - batteria; (sf) - semifinale; (s) - staffetta prima frazione.

### Mista
| Gara                     | Tempo   | + | Atleta | Data            | Evento              | Luogo       | Ref    |
| ------------------------ | ------- | - | --- | --------------- | ------------------- | ----------- | ------ |
| Staffetta a stile libero |         |   | |                 |                     |             |        |
| 4x50 m                   | 1'31"51 |   | Squadra nazionale Bogdan Plavin (21"97) Daryna Zevina (24"26) Hanna Dzerkal' (24"69) Andrij Hovorov (20"59)    | 6 dicembre 2014 | Campionati mondiali | Doha, Qatar | [ 57 ] |
| Staffetta mista          |         |   | |                 |                     |             |        |
| 4x50 m                   | 1'39"48 |   | Squadra nazionale Daryna Zevina (26"10) Andrij Kovalenko (26"39) Andrij Hovorov (22"37) Hanna Dzerkal' (24"62) | 4 dicembre 2014 | Campionati mondiali | Doha, Qatar | [ 58 ] |

Legenda:  - Record del mondo;  - Record europeo;

Record non ottenuti in finale: (b) - batteria; (sf) - semifinale; (s) - staffetta prima frazione.